# BDF (파일 포맷)
BDF(Glyph Bitmap Distribution Format)은 비트맵 글꼴을 저장하기 위한 어도비의 파일 형식이다. 내용은  컴퓨터 및 인간이 읽을 수 있는 텍스트 파일 형식을 취한다. BDF는 일반적으로 Unix 계열의 X 윈도 시스템 환경에서 사용된다. 주로 보다 효율적이고 오픈타입(OpenType) 및 트루타입(TrueType) 글꼴과 같은 확장 가능한 글꼴로 PCF 글꼴 형식으로 대체되었다.

## 포맷 구성
2013년 기준으로 BDF의 현재 버전은 2.2이다. 향후 개정은 예상되지 않고 있다. 이전 버전은 CBDF(Character Bitmap Distribution Format)라고 불렸었다.
1988년 X 컨소시엄은 BDF 2.1을 X 윈도우 화면 글꼴의 표준으로 채택했지만, X 윈도우는 PCF, 오픈타입 및 트루타입과 같은 다른 글꼴 표준으로 크게 옮겨졌다.
버전 2.2에는 비 서구권 언어에 대한 쓰기 지원이 추가되었다. 예를 들어, BDF 2.2 글꼴 정의의 글리프는 단순히 왼쪽에서 오른쪽 방향이 아닌 위에서 아래 방향으로 렌더링을 지정할 수도 있다.
BDF 글꼴 파일은 세 부분으로 구성된다.
1. 글꼴의 모든 글리프에 적용되는 전역(Global) 섹션
2. 각 글리프에 대해 별도의 항목이 있는 섹션
3. ENDFONT 문

## 예
이것은 ASCII 대문자 'A'에 대해 하나의 글리프가 포함된 예제 글꼴이다. 이 비트맵 문자는 GNU 유니폰트(GNU Unifont)에서 가져온 것이다.
```
STARTFONT 2.1
FONT -gnu-unifont-medium-r-normal--16-160-75-75-c-80-iso10646-1
SIZE 16 75 75
FONTBOUNDINGBOX 16 16 0 -2
STARTPROPERTIES 2
FONT_ASCENT 14
FONT_DESCENT 2
ENDPROPERTIES
CHARS 1
STARTCHAR U+0041
ENCODING 65
SWIDTH 500 0
DWIDTH 8 0
BBX 8 16 0 -2
BITMAP
00
00
00
00
18
24
24
42
42
7E
42
42
42
42
00
00
ENDCHAR
ENDFONT

```

## 같이 보기
- PCF
- 파일 형식

## 참고
- 《The Unicode Standard, Version 5.0》. The Unicode Consortium 5판. Addison-Wesley. October 2006. ISBN 978-0-321-48091-0.